# شانون فيشر
شانون فيشر (بالإنجليزية: Shannon Fisher)‏ هي كاتِبة وصحفية أمريكية، ولدت في 1972.